# 韓襄王
韓襄王（前321年—前296年），原名韓倉，战国时期韩国君主。

## 生平
在位期間，楚攻韓雍氏城五個月，韓王先遣尚靳說秦王，秦宣太后告訴尚靳：“妾事先王也，先王以其髀加妾之身，妾困不疲也；尽置其身妾之上，而妾弗重也，何也？以其少有利焉。今佐韩，兵不众，粮不多，则不足以救韩。夫救韩之危，日费千金，独不可使妾少有利焉。”尚靳回國後把秦宣太后的話告訴韓襄王，韓襄王又派張翠出使秦國，這次張翠找上了甘茂，甘茂終於說動了秦王出兵。
韓襄王有三子：太子嬰、公子咎（韩釐王）、公子虮虱。
| 前任： 父韓宣王 | 韓國君主 前311年—前296年 | 繼任： 子韓王 |